# Okinotorishima
Okinotorishima (jap. 沖ノ鳥島, dt. „Vogelinsel im offenen Meer“; auch Parece Vela oder Douglas Reef) ist ein etwa 4,8 km langes und 1,6 km breites und weitestgehend untermeerisches Atoll mit zwei Felsen, die bei Ebbe aus dem Wasser der Philippinensee auf dem Palau-Kyushu-Rücken im nordwestlichen Pazifischen Ozean ragen.
Als Teil der Gemeinde Ogasawara gehört es zur gleichnamigen Unterpräfektur und damit zur Präfektur Tokio. Von der japanischen Hauptstadt Tokio ist es 1740 km entfernt und die südlichste Insel sowie das einzige „echte“ Atoll Japans. Japan hat aber noch gehobene Atolle wie die Daitō-Inseln.

## Geschichte
Okinotorishima gehört seit 1931 zu Japan. Gemäß dem Friedensvertrag von San Francisco wurde Okinotorishima 1952 zusammen mit der Ogasawara-Inselgruppe den USA übertragen, die beide Territorien 1968 wieder zurückgaben.

## Erosion sowie „Absinken“ der Felsen und Gegenmaßnahmen
Beide Inseln drohen aufgrund der Erosion und des Klimawandels bzw. der damit verbundenen Erhöhung des Meeresspiegels dauerhaft unter der Meeresoberfläche zu verschwinden. Daher wurden 1987 Kitakojima (北小島, dt. „Nordinselchen“) im Westen (6,4 m²) und Higashikojima (東小島, dt. „Ostinselchen“) im Osten (1,6 m²) durch umfangreiche Baumaßnahmen befestigt. Im Süden wurde eine künstliche Insel, Minamikojima (南小島, dt. „Südinselchen“), geschaffen. Nach den Befestigungen hat jede der Inseln einen kreisförmigen Grundriss mit 60 Metern Durchmesser, was einer Fläche von gut 2827 m² pro Insel entspricht. Die künstliche Landfläche beträgt damit insgesamt rund 8482 m². 140 Meter ostnordöstlich der künstlichen Insel steht im seichten Wasser der Lagune eine Plattform auf Stelzen, mit einem rechteckigen Grundriss von 50 mal 100 Meter. Die Plattform hat einen Hubschrauberlandeplatz und ein dreistöckiges Gebäude mit einer meteorologischen Station. Die Befestigungen werden von einem regionalen Ableger des Verkehrsministeriums beaufsichtigt und repariert.
Die Felsen befinden sich im westlichen Teil einer durch ein unterseeisches Korallenriff gebildeten Lagune. Diese erstreckt sich 4,5 km in Ostwest- und 1,7 km in Nordsüdrichtung mit einer Fläche von etwa 5 km². Die Lagune ist etwa 3 bis 4,6 m tief mit zahlreichen leicht erhöhten Stellen. Das begrenzende Riff ist in Ostwestrichtung pfeilförmig mit der größten Ausdehnung im Osten. Im Südwesten befindet sich ein 250 m von der künstlichen Plattform entfernt der Eingang eines 15 m breiten und 6 m tiefen Bootskanals.
Seit 2006 hat die staatliche Fischereibehörde Japans in diesem Gebiet 40.000 neue Korallen angepflanzt. Das besondere daran ist, dass die „Eier“ der drei hier verwendeten Korallenarten von diesem Korallenriff selber stammen. Zur Aufzucht werden sie in wärmere, weniger turbulente Gewässer an die südwestlichen Insel Okinawas gebracht. Nach der Aufzucht werden die Korallen zurück nach Okinotorishima gebracht. Dort sollen sie dann die Erosion der für Japan strategisch wichtigen Inseln stoppen. Die Korallen werden von der meeresbiologischen Station auf der Plattform betreut.

## Statusstreit
Der jetzige Status der beiden Landerhebungen wird von der Volksrepublik China seit 2004 bestritten. Nach deren Ansicht sind die beiden Eilande keine „Inseln“, sondern lediglich „Felsen“. Durch den jetzigen Status ist nach dem Seerechtsübereinkommen Japans Anspruch auf etwa 400.000 km² Meeresgebiet begründet. Allerdings geht es bei diesem Disput nicht nur um wirtschaftliche Interessen, sondern für die Volksrepublik China auch um die bessere militärische Kontrolle der Gewässer um Taiwan.
Im Juni 2025 operierten die chinesischen Flugzeugträger Liaoning und Shandong in der Ausschließlichen Wirtschaftszone (AWZ) um Okinotorishima und Minami-Torishima.